# Dorfkirche Petschow

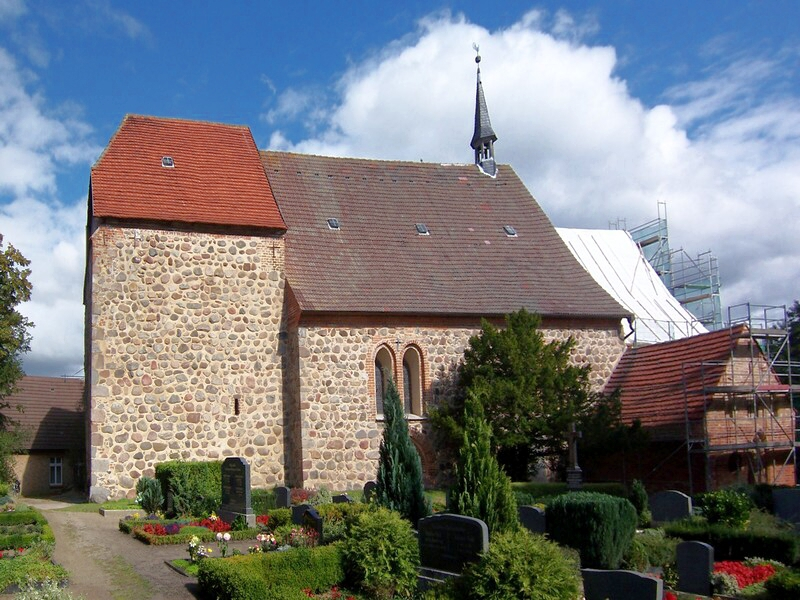
Von Süden

Die Dorfkirche Petschow ist eine Kirche der Evangelisch-lutherischen Kirchengemeinde Cammin-Petschow in der Gemeinde Dummerstorf im Landkreis Rostock. Die Gemeinde gehört zur Propstei Rostock im Kirchenkreis Mecklenburg der Evangelisch-Lutherischen Kirche in Norddeutschland (Nordkirche).

## Geschichte

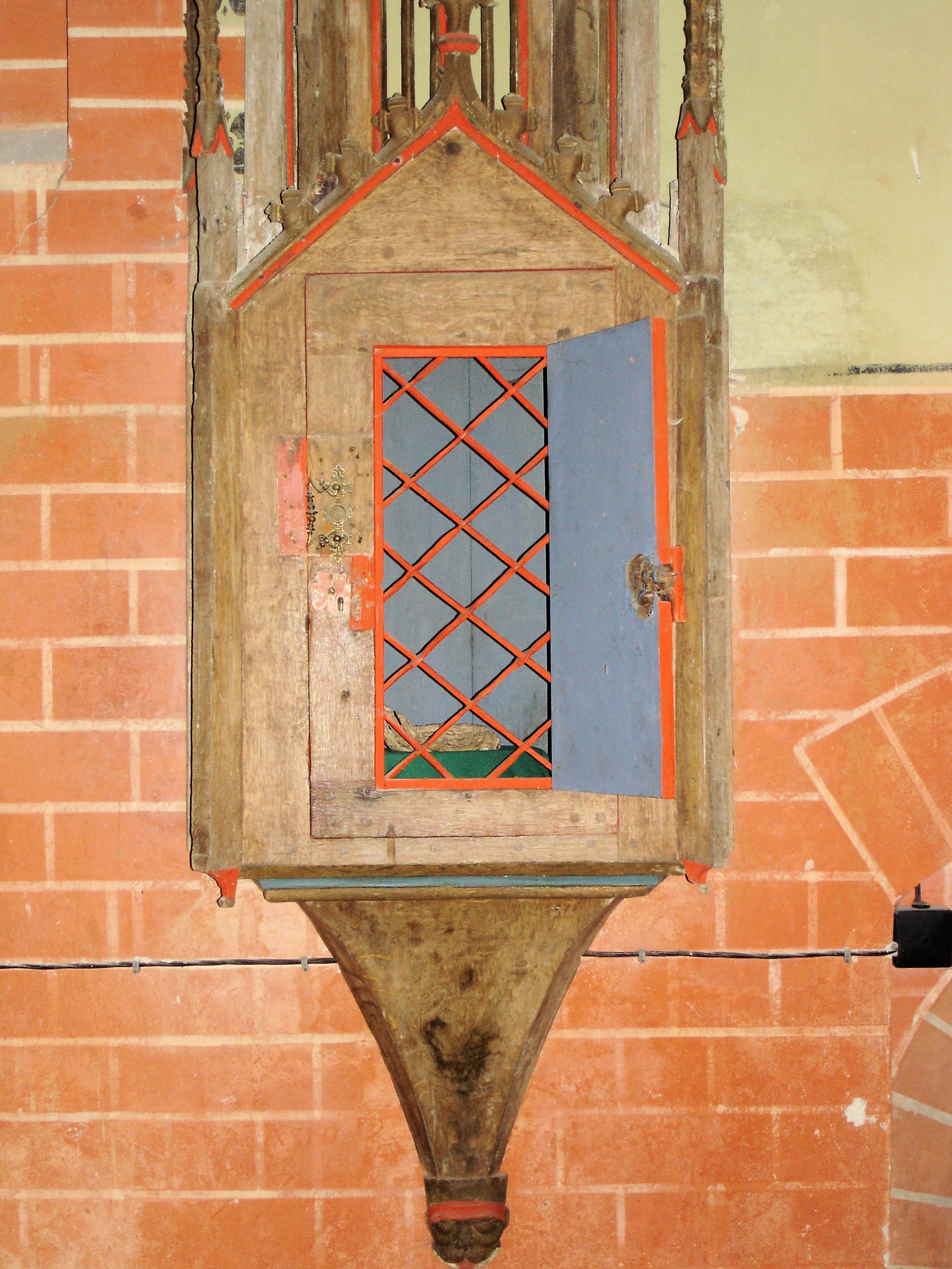
Sakramentsschrank mit der Sühnehand

Das Dorf Petschow, früher auch Petzekow oder Petzekowe genannt, wurde erstmals am 13. August 1327 urkundlich erwähnt. Ein Johann Moltke vollzog hier den Verkauf seines Gutes Kassebohm an verschiedene Rostocker Familien. Vermutlich besaß er Besitz in Petschow. Nachweislich besaßen die Moltkes Anteile an der Bede, am höchsten Gericht und an Diensten in den Jahren 1360 und 1378. Der Besitz wechselte in der Folge an die Familien Bevernest, Grabow, von Walsleben, an einen Kommerzienrat Salomon und Adolph Hans Grüttner. Die Kirche gehörte im Mittelalter zum Archidiakonat Rostock und wurde am 27. April 1355 erstmals urkundlich erwähnt. Grund war ein Ablass, der ihr im päpstlichen Avignon von zwölf Bischöfen verliehen wurde. Dieser Ablass versprach Pilgern 40 Ablasstage für den Besuch der Kirche. Daraufhin wurde die Petschower Kirche zum Wallfahrtsort und es erfolgte eine reiche Ausstattung.
Der Kirchbau stammt aus dem 13. Jahrhundert, einer Zeit vor dieser Ersterwähnung. Er trägt stilistisch die Züge vom Übergang der Romanik zur Gotik. Der Chor wurde um 1260 erbaut, wenig später das Langhaus. Der recht große Turm wurde in der zweiten Hälfte des 15. Jahrhunderts angefügt. Ursprünglich besaß er wohl bis zum Dreißigjährigen Krieg einen hohen Helm.
Die Kirche wurde dem Apostel Bartholomäus geweiht. Das Patronat hatte von 1327 bis 1827 die Ritterfamilie von Preen (Prehn) inne, die die Güter Bandelstorf, Gubkow und Wehnendorf besaßen.

### Wand- und Gewölbemalereien

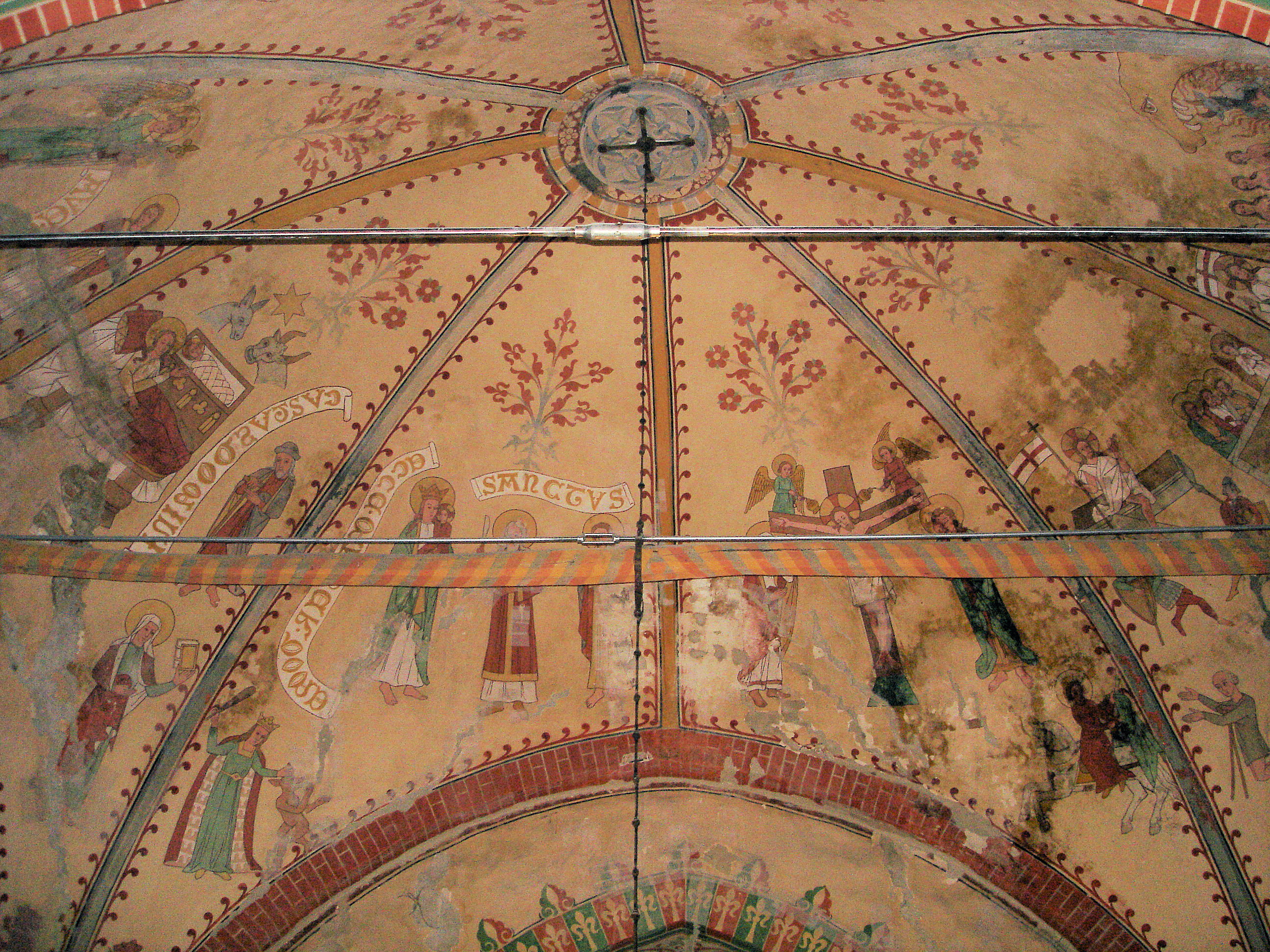
Gewölbemalereien im Mittelschiff

1896 wurden unter der Wandfarbe aus dem 18. Jahrhundert zahlreiche Wand- und Gewölbemalereien entdeckt, die aus dem 14. Jahrhundert stammen. Sie wurden durch den Restaurator W. Krause freigelegt. Die Wiederherstellung erfolgte im restauratorischen Stil des ausgehenden 19. Jahrhunderts. Dargestellt sind die Heiligen Stephanus, Martin, Nikolaus, Paulus, Jakobus und zwei Apostel, weiter die Heiligen Maria Magdalena, Katharina, Margarethe, Laurentius und Bartholomäus. Im Gewölbe des Mittelschiffs ist die Heilsgeschichte dargestellt. Im Gewölbe des westlichen Jochs sind das Jüngste Gericht und die Höllenqualen dargestellt, hinter der Orgel die Legende des Nikolaus. An den Wänden des Langhauses sind Szenen des Alten Testaments sowie Darstellungen der vier Evangelisten zu sehen. Letztere stammen aus der Zeit der Renovierung 1896 und wurden der Bemalung in der Kirche Toitenwinkel nachempfunden. An der dem Langhaus zugewandten Seite der Triumphbogenwand befindet sich nördlich eine Christophorusfigur, südlich eine Kreuzigungsszene.
Die Gewölbemalereien wurden nach der abgeschlossenen Dachsanierung im Jahr 2020/2021 durch Georg von Knorre restauriert.

### Sanierung
1999 begann eine Sanierung des Dachtragewerks. Durch Schäden im Dach waren starke Durchfeuchtungen der Gewölbe und Dachkonstruktion entstanden, die auch die wertvollen Fresken in Mitleidenschaft gezogen hatten. Die Risse, die in den Gewölben vorhanden waren, konnten repariert werden, das Dach des Chores wurde neu gedeckt. Es sind weiterhin umfangreiche Sanierungsarbeiten nötig. Ein Förderverein unterstützt die Kirchgemeinde bei der Erhaltung des Bauwerkes.

## Baubeschreibung

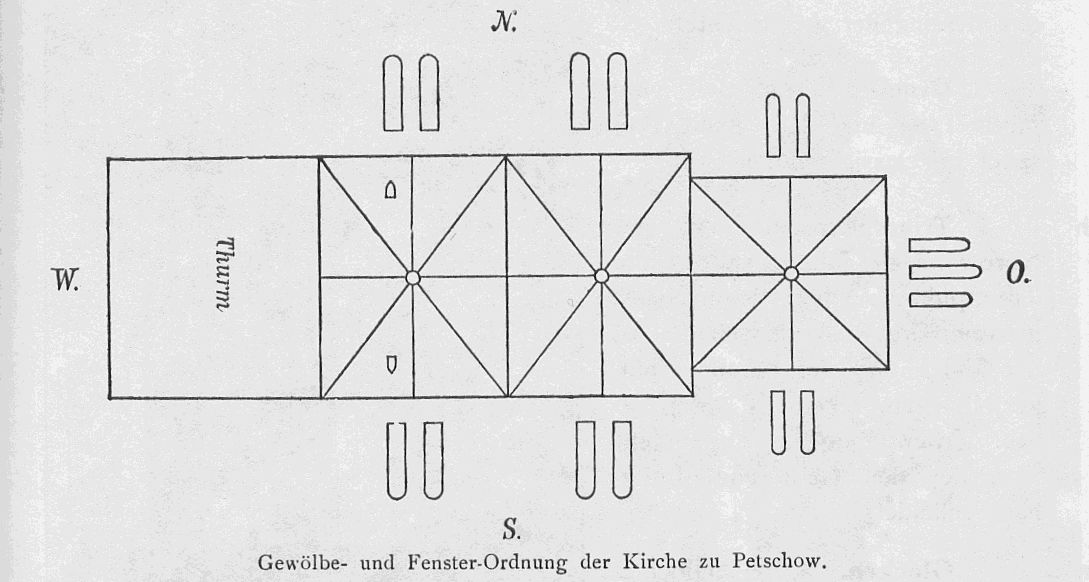
Grundriss

Die Kirche ist aus Feldsteinen errichtet. Das Mittelschiff ist zweijochig, der Chor einjochig. Beide sind mit steilen achtteiligen Gewölben bedeckt. Nördlich des Chores ist eine Sakristei angebaut, die ebenfalls aus Feldsteinen errichtet wurde. Die Grabkapelle und Vorhalle an der Südseite der Kirche sind aus Ziegeln gebaut. Am Ostende des Langhauses befindet sich ein Dachreiter. Der Ostgiebel des Chores ist mit Blenden und einem Zahnfries verziert.

## Ausstattung

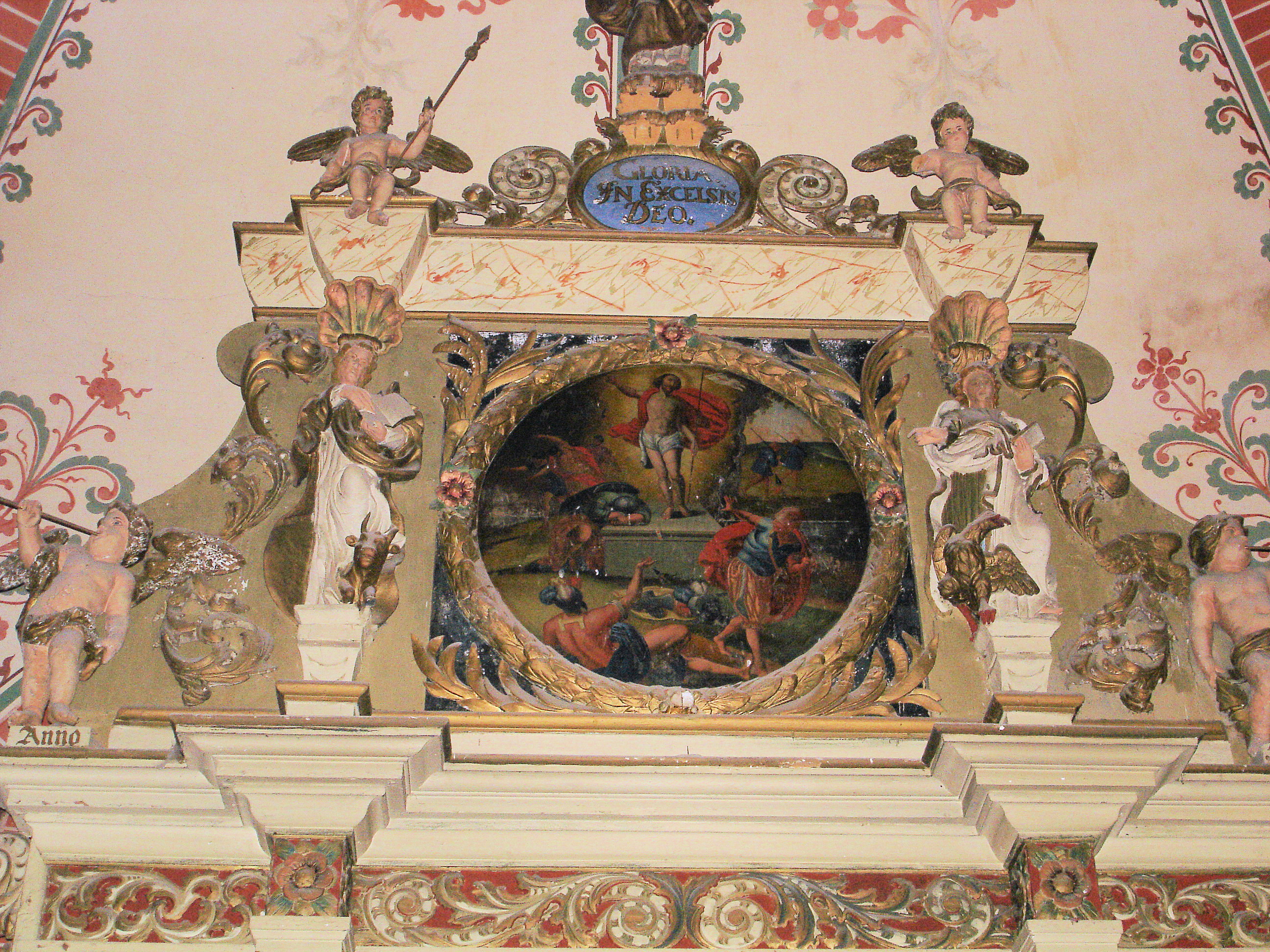
Oberteil des Altars mit Auferstehungsszene

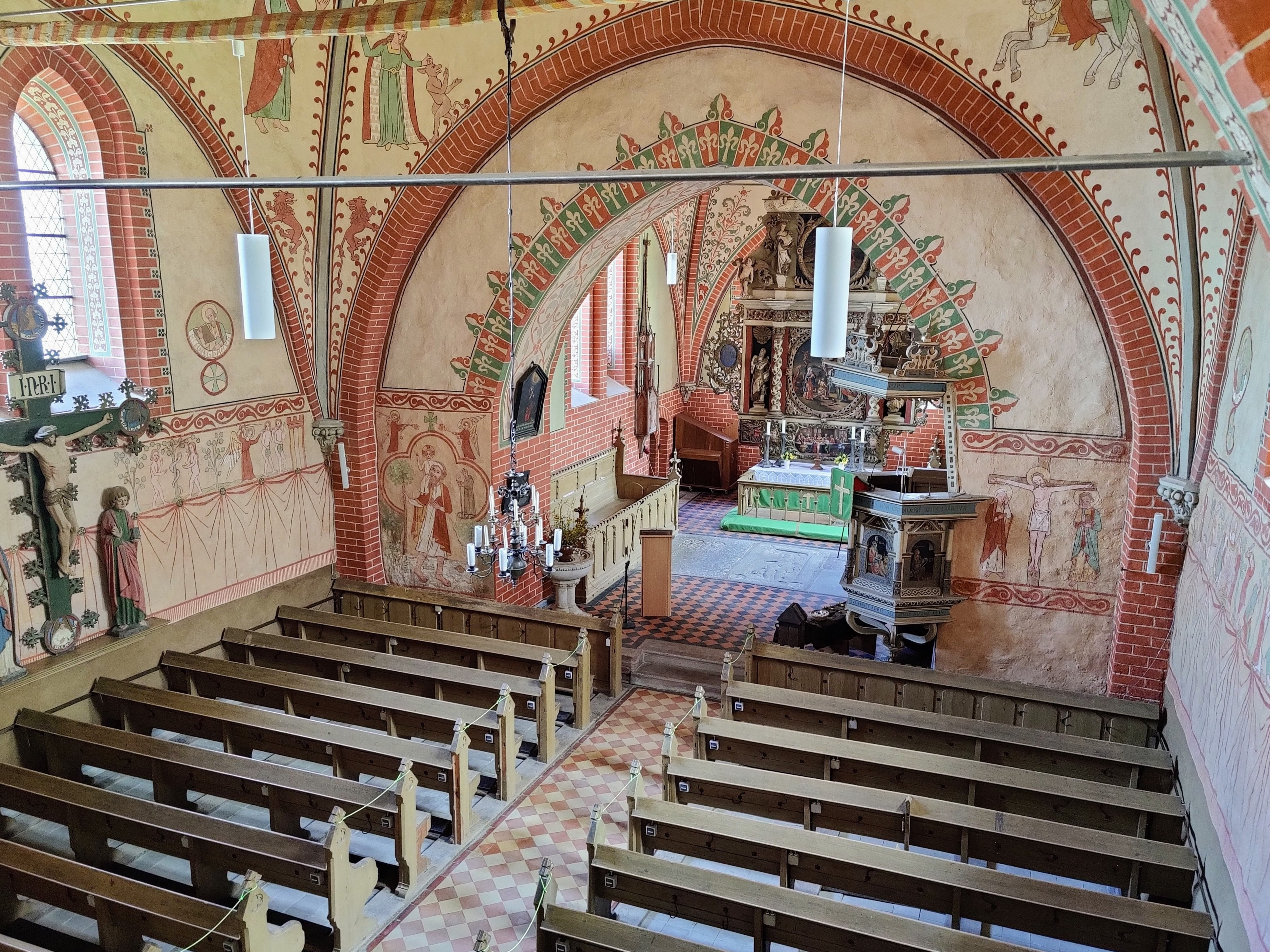
Innenraum

Der Altar ist eine Arbeit des Barock aus dem Jahr 1707, wahrscheinlich von einer Rostocker Werkstatt ausgeführt. Schlie bescheinigt ihm „… auffallende Leichtigkeit und Eleganz der Formen.“ Neben reichhaltigem Blattwerk, Putten mit Instrumenten und drei Gemälden finden sich die Figuren der Evangelisten, die die Gemälde flankieren. Die Gemälde zeigen eine Kreuzigungsszene, das Abendmahl und die Auferstehung Christi.
Die Kanzel stammt aus der Zeit der Renaissance. Im Jahre 1610 fertiggestellt sind auf Gemälden die vier Evangelisten dargestellt und im Kanzelfuß das Wappen des Kirchenpatrons.
An der Nordwand des Kirchenschiffs ist ein Triumphkreuz angebracht, das sich ursprünglich im Triumphbogen zum Chor befand und aus der zweiten Hälfte des 15. Jahrhunderts stammt. In fast lebensgroßen Figuren sind hier Jesus, Maria und Johannes dargestellt.
An der Nordwand des Chores hängt ein Sakramentsschrank mit Schautür und hohem Aufsatz aus dem 14. Jahrhundert. In dem Schrank wird die Petschower Sühnehand aufbewahrt. Ein weiterer, etwas älterer Sakramentsschrank ist in der Ostwand des Chores eingelassen. Dieser trägt das Wappen der Familie von Prehn und einen Gekreuzigten.

### Orgel

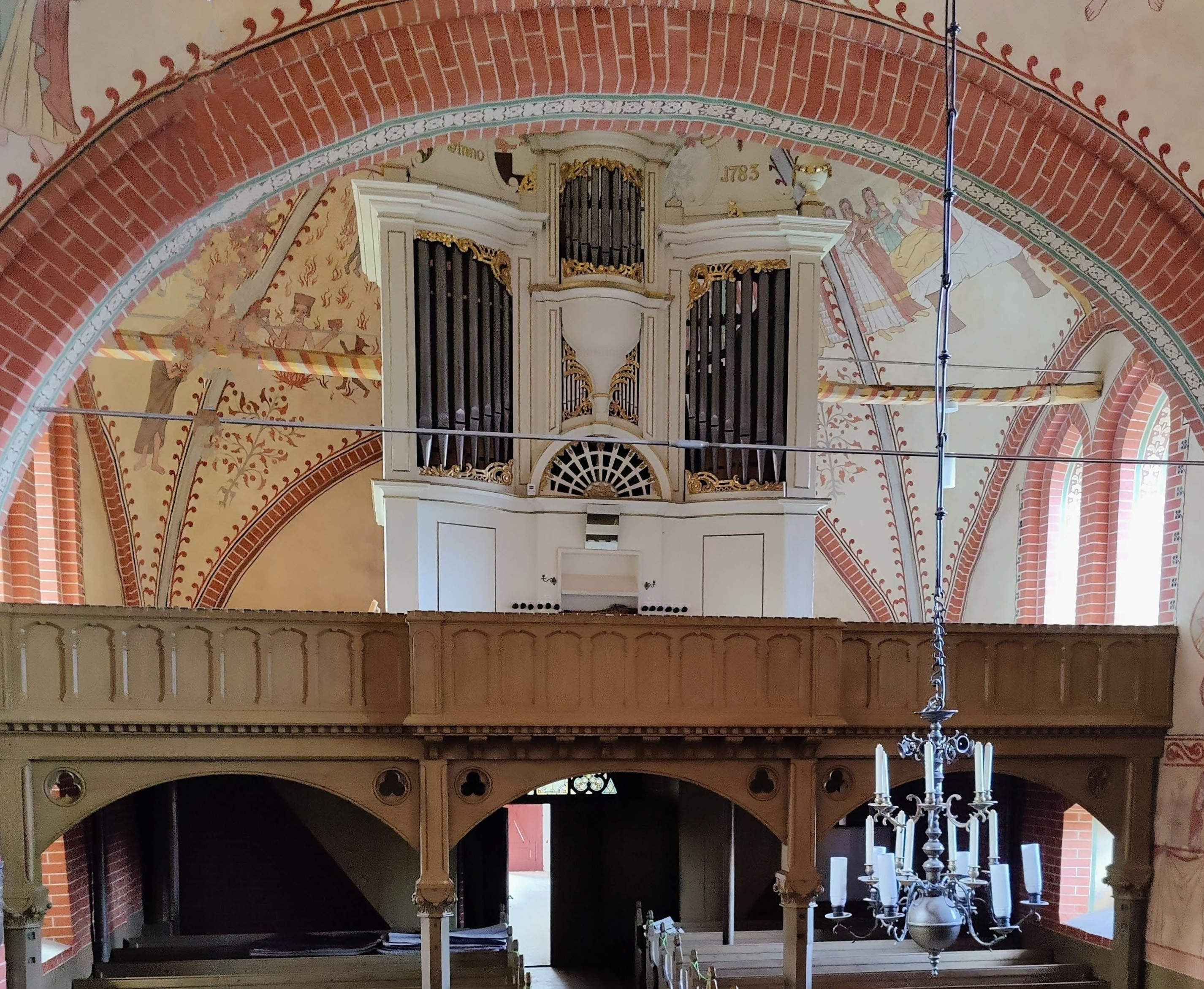
Empore mit Orgel

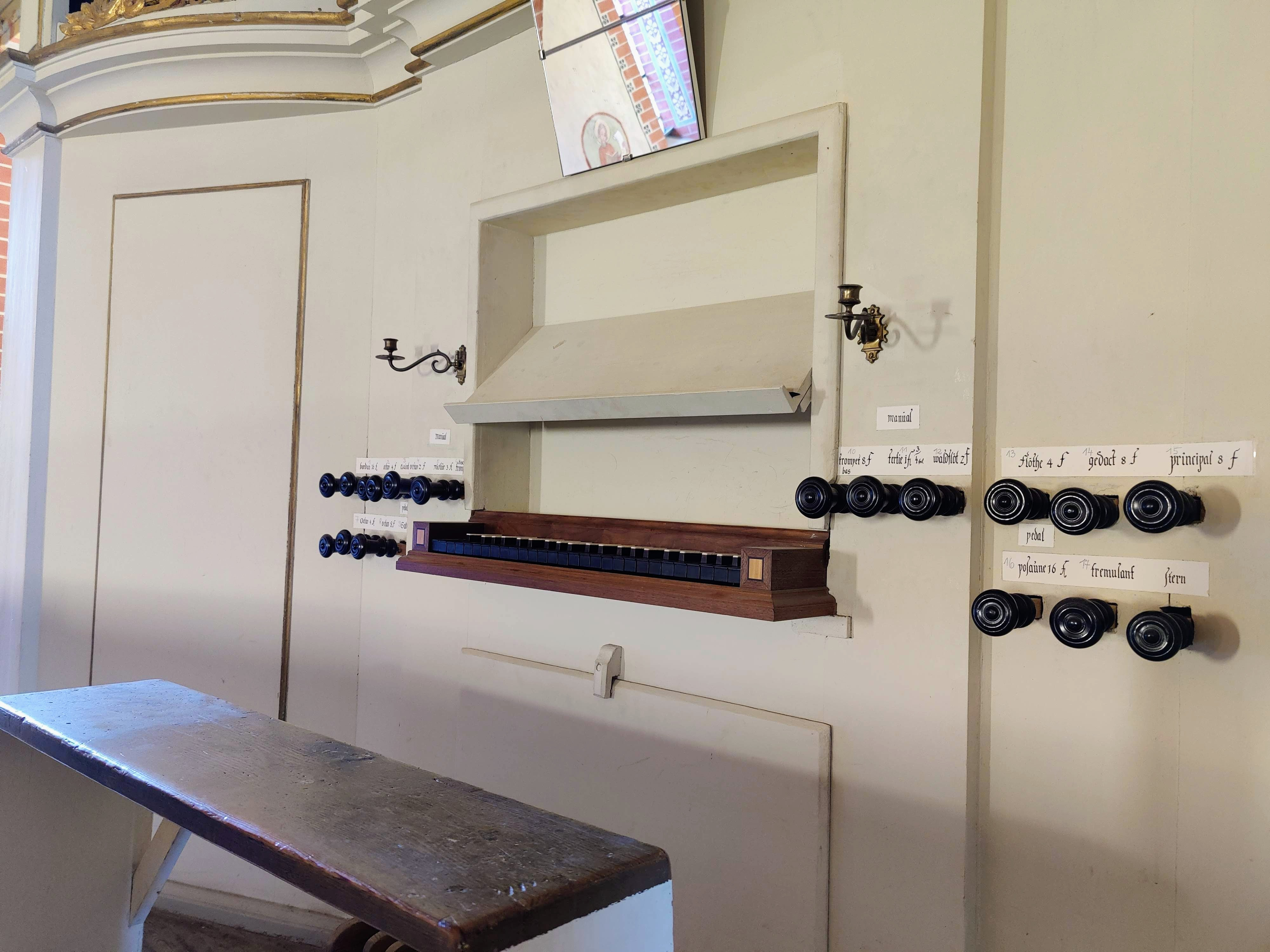
Spielanlage der Orgel

Die Orgel (I/P/15) wurde vom mecklenburgischen Orgelbauer Paul Schmidt im Jahr 1783 erbaut. Das Schleifladen-Instrument hat 15 Register mit einem Manual und Pedal. Im Gegensatz zu den meisten Barockorgeln Mecklenburgs wurde sie in ihrem Registerbestand niemals verändert und ist daher heute das besterhaltene Instrument ihres Erbauers. Lediglich die Prospektpfeifen wurden 1917 an die Kriegswirtschaft abgeführt. 1906 wurden von Carl Börger die Keilbälge entfernt und ein neuer Doppelfaltenbalg eingebaut. Die Firma Sauer führte 1964 Arbeiten an der Orgel durch, dabei wurde das Instrument auf den Kammerton gestimmt. 1993 wurde die Orgel durch die Orgelwerkstatt Wegscheider restauriert. Sie besitzt mechanische Schleifladen.
| Manualwerk C,D–c3 |              |        |
| 1.                | Bordun       | 16′    |
| 2.                | Principal    | 8′     |
| 3.                | Gedact       | 8′     |
| 4.                | Octave       | 4′     |
| 5.                | Flöthe       | 4′     |
| 6.                | Quinta       | 2 ⁄3′  |
| 7.                | Octav        | 2′     |
| 8.                | Waldflöt     | 2′     |
| 9.                | Tertie       | 1 3⁄5′ |
| 10.               | Mixtur III   |        |
| 11.               | Trompete B/D | 8′     |
|                   | Tremulant    |        |
|                   | Zimbelstern  |        |

| Pedal C–d1 |         |     |
| 12.        | Subbas  | 16′ |
| 13.        | Octav   | 8′  |
| 14.        | Octav   | 4′  |
| 15.        | Posaune | 16′ |